# Craig Brewster
Craig James Brewster (* 13. Dezember 1966 in Dundee) ist ein ehemaliger schottischer Fußballspieler und heutiger Trainer.

## Karriere
Craig Brewster begann als Schüler in der Jugendmannschaft von Dundee United mit dem Fußballspielen, bekam dort jedoch keinen Vertrag für die Profimannschaft angeboten. Deshalb spielte er eine Zeit lang bei Dundee Stobswell, ehe er 1985 beim damaligen schottischen Zweitligist Forfar Athletic anheuerte. Bei Forfar wurde er als Mittelfeldspieler eingesetzt und kam zu 191 Spielen und 35 Toren. 1991 wurde Brewster von den Raith Rovers verpflichtet. Bei den Rovers wurde er zum Stürmer umfunktioniert und konnte in der Saison 1992/93 zusammen mit Sturmpartner Gordon Dalziel 55 Tore erzielen. Die Rovers wurden in dieser Saison Meister in der zweiten schottischen Liga. Noch im Sommer 1993 wechselte Brewster zu Dundee United, mit denen er 1994 schottischer Pokalsieger wurde. Dabei schoss er das entscheidende Tor beim 1:0-Finalsieg gegen die Glasgow Rangers. Trotz dieses Erfolgs stieg Dundee in der Folgesaison 1995 in die zweite Liga ab und 1996 wieder auf. Während der Aufstiegssaison schoss Brewster im Ligaspiel gegen den FC Dumbarton 4 Tore.
1996 wechselte er dann zum griechischen Erstligaverein Ionikos Nikea, wo er fünf Jahre blieb und in 144 Partien 45 Tore erzielen konnte. 2000 stand er mit Ionikos im Pokalfinale, welches jedoch gegen den AEK Athen verloren wurde. Es folgte ein Wechsel zu Hibernian Edinburgh in der schottischen Heimat. Dort war Brewster zwar Stammspieler, schoss aber nur 3 Tore in 25 Spielen und verließ den Verein am Ende der Saison in Richtung Dunfermline Athletic. Bei Dunfermline fand er wieder zurück zu alter Form und es gab vermehrt Forderungen von Fans und Medien ihn in die Nationalmannschaft zu berufen. Der damalige Trainer Berti Vogts nominierte ihn jedoch nicht. Im November 2004 wurde Brewster zum Spielertrainer bei Inverness Caledonian Thistle, die zuvor in die Scottish Premier League aufgestiegen waren. Im Januar 2006 kehrte er zu seinem Heimatverein Dundee United zurück, wo er ebenfalls als Spielertrainer tätig war, jedoch ohne Erfolg. Bereits nach neun Monaten wurde sein Vertrag in beiderseitigem Einvernehmen wieder aufgelöst und seine Trainerkarriere war vorerst beendet, denn Brewster unterschrieb daraufhin einen Vertrag als Spieler beim FC Aberdeen. Dort spielte er die Rückrunde der Saison 2006/07 und verhalf Aberdeen zu einem guten dritten Tabellenplatz und damit der Qualifikation zum UEFA-Pokal.
In der Saison 2007/08 schoss er in den ersten drei Spielen für Aberdeen drei Tore, wechselte dann aber wieder als Spielertrainer zurück zu Inverness Caledonian Thistle, wo er denselben Posten bereits von November 2004 bis Januar 2006 ausgeübt hat. Seit der Saison 2008/09 war er nicht mehr Teil des Spielerkaders und hatte somit keine Möglichkeit mehr, sich selbst auf den Platz zu stellen. Am 19. Januar 2009 wurde der Brewster nach 7 Niederlagen in Folge als Trainer entlassen. Nur wenige Tage später begann sein nächstes Engagement beim Zweitligaaufsteiger Ross County. Dort war er als Spieler und Co-Trainer von Derek Adams bis zum Dezember 2010 aktiv. Im Scottish FA Cup 2009/10 erreichte er mit seiner Mannschaft das Finale, welches mit 3:0 gegen Dundee United verloren wurde. Kurz nachdem Willie McStay das Traineramt bei Ross County übernommen hatte, musste Co-Trainer Brewster den Verein verlassen. Im Mai 2011 wurde der Schotte als neuer Co-Trainer des englischen Viertliga-Aufsteigers Crawley Town vorgestellt. Dieser Klub hatte mit dem Gewinn der Meisterschaft erstmals in der Vereinsgeschichte den Aufstieg in die Football League geschafft.

## Erfolge
- Schottischer Pokalsieger: 1994